# Pachyseris rugosa
Espèce
Statut de conservation UICN

 VU A4cd : Vulnérable
Statut CITES
Pachyseris rugosa est une espèce de coraux appartenant à la famille des Agariciidae.